# Praleurocerus viridis
Praleurocerus viridis är en stekelart som först beskrevs av Agarwal 1966.  Praleurocerus viridis ingår i släktet Praleurocerus och familjen sköldlussteklar. Inga underarter finns listade i Catalogue of Life.